# Новоколедино
Новоколедино — деревня в Подольском районе Московской области России. Входит в состав сельского поселения Лаговское.

## История
Деревня строилась как коттеджный посёлок неподалёку от Коледино. Носила неофициальное название Новое Коледино. В 2005 году получила официальное название Новоколедино, а с 2006 года имеет статус населённого пункта.

## Описание
Деревня Новоколедино расположена между старым и новым Симферопольским шоссе примерно в 5 км к югу от центра города Подольска. Ближайшие сельские населённые пункты — посёлок Сосновый Бор и деревня Коледино. В деревне одна улица — Сосновая. Рядом с Новоколедино расположена остановка Новое Коледино автобуса № 44 (ст. Подольск — Бережки).

## Население
| 2010 |
| ---- |
| 6    |